# Malpelo
A ilha de Malpelo é uma pequena ilha oceânica no leste do Oceano Pacífico, localizada a cerca de 500 km (310 milhas) a oeste do continente Américas , a ilha colombiana esta a mais de 300 km a oeste da costa mais próxima, a costa sul da Colômbia. Outros vizinhos relativamente próximos são a costa sul do Panamá, cerca de 400 quilômetros ao norte, e a ilha do Coco (da Costa Rica), 600 quilômetros a noroeste.
Devido à riqueza do seu ecossistema está classificada pela UNESCO como Património da Humanidade.
A ilha é o lar de uma população de tubarões única; alberga também uma grande variedade de algas, líquens e musgos. Alguns arbustos e fetos estabeleceram-se também.